# 버라이어티 오케스트라를 위한 모음곡
《버라이어티 오케스트라를 위한 모음곡 1번》(Suite for Variety Orchestra No.1; 러시아어: Сюита для эстрадного оркестра № 1)은 드미트리 쇼스타코비치가 작곡한 여덟 개의 악장으로 구성된 모음곡이다. 

## 개요 및 악장 구성
이 작품은 작곡가의 다른 작품으로부터 유래한 곡들의 모음으로 이루어져 있다. 데릭 흄의 '쇼스타코비치 카탈로그'에서는 '버라이어티 스테이지 오케스트라를 위한 모음곡'으로 기재하고 있다.
이 모음곡은 《재즈 오케스트라를 위한 모음곡 2번》(1938년)으로 잘못 알려져 왔다. 원래 《재즈 오케스트라를 위한 모음곡 2번》은 제2차 세계 대전 당시 분실되었으나 2000년에 제라드 맥버니가 그 재즈 모음곡의 피아노 악보를 발견하여 관현악곡으로 편곡하였다.
DSCH의 New Collected Works에 따르면, 이 모음곡의 구성은 다음과 같다.
1. March(바장조)
2. Lyric Waltz (다단조)
3. Dance 1(가장조)
4. Waltz 1 (내림 마장조)
5. Little Polka(라장조)
6. Waltz 2 (다단조)
7. Dance 2(라장조)
8. Finale(바장조)

이 모음곡은 서방 세계에서는 므스티슬라프 로스트로포비치에 의해  1988년 12월 1일에 런던 바비컨 홀에서 초연되었다.
리카르도 샤이가 지휘하는 로열 콘서트헤보우 오케스트라가 녹음한 이 곡은 〈쇼스타코비치: 더 재즈 앨범〉(Decca 33702)의 일부로 발매되었다. 그 음반에서, 이 모음곡이 재즈 모음곡 2번으로 잘못 소개되었다. 출시된 음반에서의 곡 순서는 March, Lyric Waltz, Dance 1, Waltz 1, Little Polka, Waltz 2, Dance 2, Finale로 되어 있다.

## 악기 편성
쇼스타코비치 전집 제33권에 실린 악보에 따르면 악기 편성은 다음과 같다.
- 목관악기: 피콜로(제2플루트를 같이 연주), 플루트, 오보에, 클라리넷2(내림 나, 가), 알토 색소폰2(내림 나)(제2는 소프라노 색소폰을 같이 연주), 테너 색소폰2, 바순
- 금관악기: 호른(바) 3, 트럼펫(내림 나) 3, 트롬본3, 튜바
- 타악기: 팀파니, 글로켄슈필, 실로폰, 비브라폰, 작은북, 큰북, 트라이앵글, 탬버린, 서스펜디드 심벌, 심벌즈
- 건반악기: 첼레스타, 아코디언, 피아노2
- 현악기: 기타, 하프, 현악 5부

## 대중문화에서의 이용
모음곡 가운데 특히 Waltz 2은 장윤현 감독의 1999년작 《텔 미 썸딩》, 김대승 감독의 2000년작 《번지점프를 하다》와 스탠리 큐브릭 감독의 1999년작 영화 《아이즈 와이드 셧》 등 여러 영화의 주제 음악이나 배경 음악으로 오리지널 사운트트랙에서 쓰여져 널리 알려졌다.
두 번째 악장 Dance 2는 나중에 영화 《등에》(The Gadfly)를 위해 작곡가 자신에 의해 재편곡되기도 했다.